# Salzgrotte
Salzgrotten, auch Salzkammern, Salzzimmer oder Salz-Spas genannt, sind Räume, deren Wände mit Salz verkleidet sind. Sie dienen der Halotherapie, indem das Mikroklima einer natürlichen Salzhöhle geschaffen wird. In Deutschland gibt es über 300 Salzgrotten, wobei mindestens eine Salzgrotte in jedem Bundesland vorhanden ist.
Sie sind nicht zu verwechseln mit Solegrotten.

## Geschichte
Im 19. Jahrhundert wurde in polnischen Salzbergwerken beobachtet, dass die Salzbergleute seltener als Angehörige anderer Berufsstände an Erkrankungen der oberen und unteren Atemwege litten. Der polnische Arzt Feliks Boczkowski, der das Salzbergwerk Wieliczka betreute, dokumentierte dieses Phänomen erstmals 1843, woraufhin die ersten Kuranlagen vor Ort entstanden.
In denjenigen Regionen, wo es sowohl natürliche Karsthöhlen als auch zahlreiche Salzstollen und Salzbergwerke gibt, entstanden seit den 1950er Jahren Therapiezentren für Asthmatiker, außer in Polen insbesondere auch in der Slowakei, Rumänien sowie der Ukraine.
Im deutschsprachigen Raum hatte zwar um 1950 der Arzt Karl-Hermann Spannagel bereits eine gesundheitsfördernde Wirkung der Kluterthöhle auf seine Patienten bemerkt, in welche sich die Bevölkerung im Zweiten Weltkrieg zum Schutz vor Bombenangriffen zurückgezogen hatte. Doch erst seit der Jahrtausendwende verbreitet sich die Halotherapie in Kurbädern, Thermen und Wellness-Anlagen aller Art, daneben gibt es auch Grotten privater Betreiber. In Deutschland werden mangels natürlicher geologischer Formationen, die sich zu Therapiezwecken eignen würden, artifizielle Salzgrotten gebaut.

## Anlagen

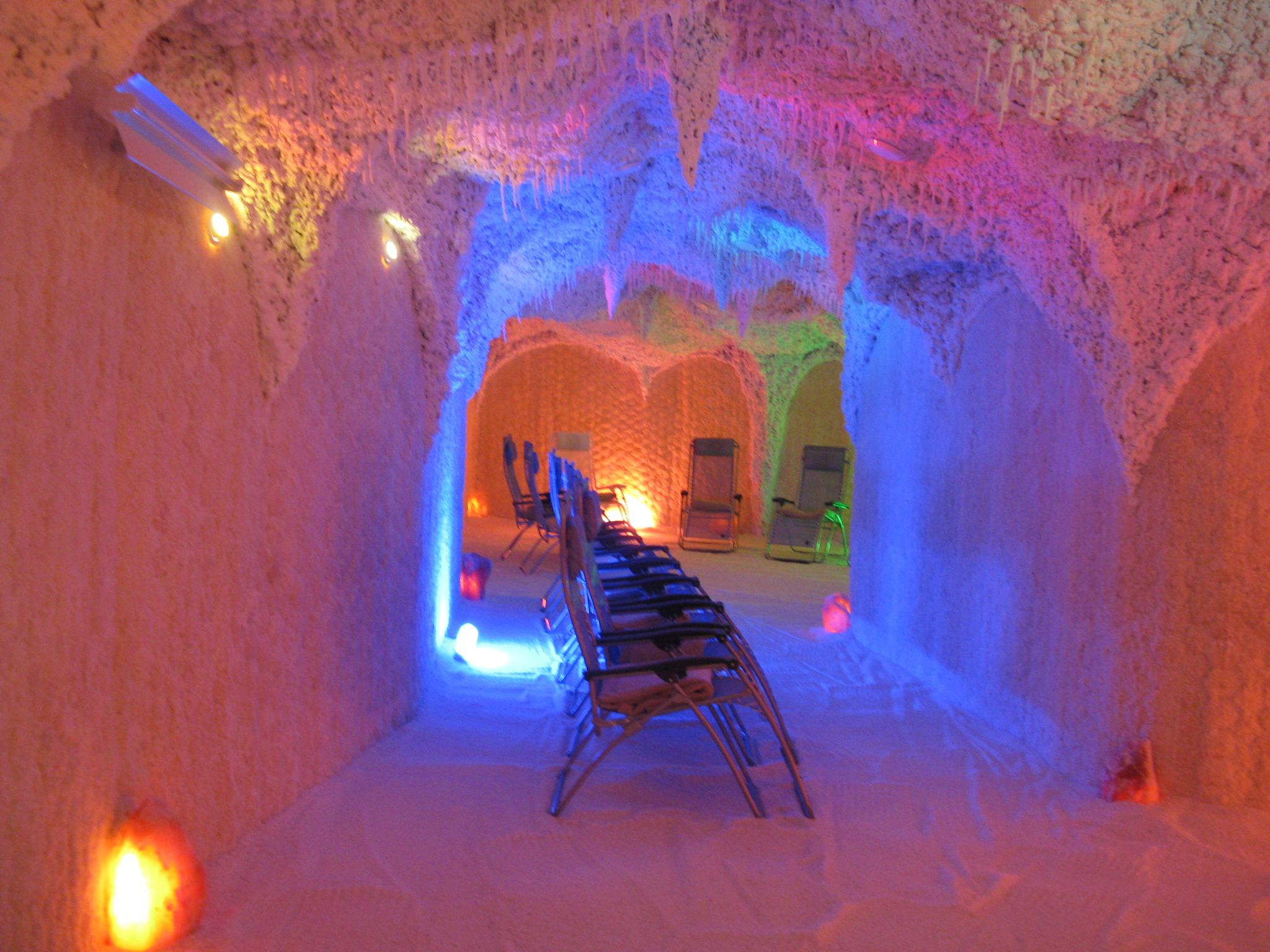
Salzgrotte Bad Soden (Kinzigtal)

Salzgrotten werden aus vielen Tonnen Stein- oder Meersalz gebaut. Einige haben Salz aus dem Toten Meer, viele sogenanntes Himalayasalz (das in Wirklichkeit zum größten Teil aus dem Salzgebirge in Pakistan stammt), andere regionales Steinsalz, welches direkt auf Wände und Boden aufgebracht wird (Saltero-Methode). Einige Grotten erinnern an Tropfsteinhöhlen mit Stalaktiten von der Decke; farbige Illuminationen von Salzlampen und sanfte Musik können den Aufenthalt begleiten.
In solchen Grotten wird die Temperatur meist zwischen 20 und 22 °C und die Luftfeuchtigkeit auf rund 40 bis 50 % gehalten. Das Salzklima wird mittels Wasserläufen, kleineren Gradierwerken oder Sole-Verneblern geschaffen, oder es werden Salzgeneratoren eingesetzt, die das Salz zermahlen und in kleinsten Partikeln in den Raum blasen (trockene Salz-Aerosole).

## Anwendung
Die Grotte wird in Straßenkleidung, jedoch ohne Schuhe (stattdessen mit Plastik-Überziehern oder weißen Socken, um den Salzboden rein zu halten) betreten; ca. 45 Minuten Aufenthalt im Liegestuhl (häufig auch in eine Decke eingehüllt) sind in der Regel vorgesehen.

## Therapeutischer Nutzen
Entsprechend der aktuellen wissenschaftlichen Medizin konnte ein therapeutischer Nutzen nicht nachgewiesen werden. Dabei dürfte es wesentlich darauf ankommen, ob die Luft in der Salzgrotte tatsächlich aktiv mit respirablen Salzpartikeln angereichert wird oder nicht, meinen alternativmedizinische Kreise. In letzterem Fall liegt auf der Hand, dass eine therapeutische Wirkung schwer vorstellbar ist. In ersterem Fall sei die Situation nicht so eindeutig: So wird argumentiert, dass die Halotherapie beziehungsweise Salzlufttherapie beispielsweise in Russland seit 1995 vom Gesundheitsministerium zur Behandlung von Atemwegserkrankungen anerkannt ist und dort in vielen hundert medizinischen Einrichtungen praktiziert wird. Wissenschaftliche Studien in Osteuropa – vor allem in Russland, der Ukraine und Polen – versuchen den Nutzen der Salzlufttherapie (Halotherapie, Trockensalzinhalation) als medizinisch wirksame Behandlungsmethode zu belegen. Dennoch bestehen Zweifel an der Aussagekraft dieser Studien. Die Inhalation des Salzes und begleitender Mineralien und Spurenelemente – Iod, Calcium, Magnesium, Brom – wird bei chronischen Infekten der Atemwege, Allergien und bei Schuppenflechte, jedoch auch zur allgemeinen Entspannung und Stärkung des Immunsystems von den Betreibern dieser Anlagen empfohlen.